# Stadtarchiv Ditzingen
Das Stadtarchiv Ditzingen ist das kommunale Archiv der Großen Kreisstadt Ditzingen im Landkreis Ludwigsburg. Es verwahrt die Schriftgutüberlieferung der Stadt Ditzingen und der früher eigenständigen Gemeinden Heimerdingen, Hirschlanden und Schöckingen.

## Geschichte

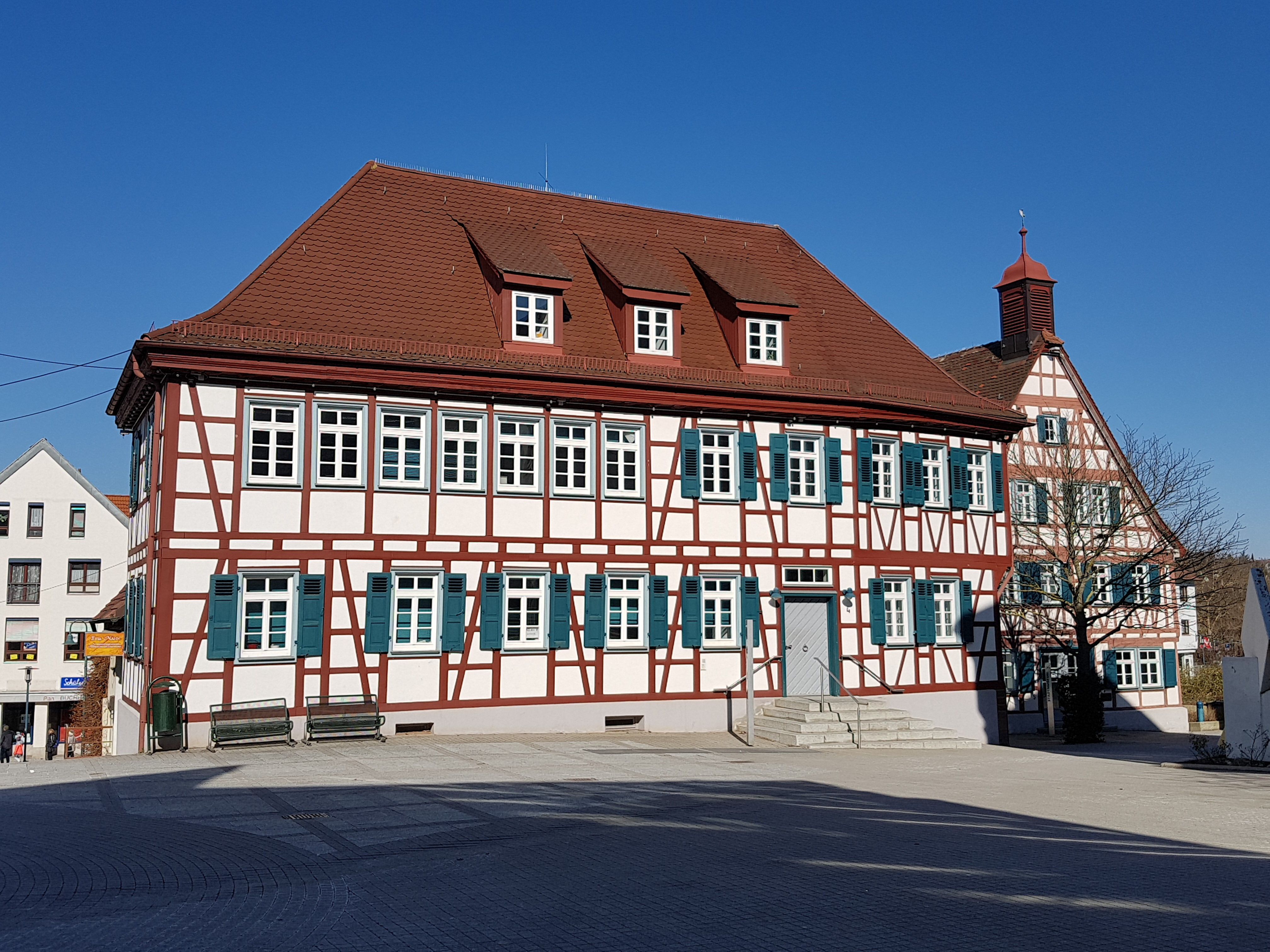
Altes Schulhaus am Laien: Bis 2017 Dienstsitz des Stadtarchivs

Heutiger Standort des Stadtarchivs in Ditzingen-Hirschlanden

Die Ditzinger Archivbestände wurden nach dem Zweiten Weltkrieg systematisch geordnet und ehrenamtlich durch den Stadtamtmann und Heimatforscher Otto Schubert sowie durch den ehrenamtlichen Archivar Friedrich Weber betreut, die auch den Aufbau eines Heimatmuseums betrieben. Auch nach Webers Verabschiedung 1970 blieb die Verwaltung bis Ende 1984 in den Händen ehren- und nebenamtlicher Kräfte. Zum 1. Januar 1985 erfolgte die Einrichtung einer hauptamtlichen Archivarsstelle. Nach dem Bau des Neuen Rathauses am Laien wurden auch die Bestände der im Zuge der Gebietsreform 1971 bzw. 1975 mit Ditzingen vereinigten Ortsteile Heimerdingen, Hirschlanden und Schöckingen in Ditzingen zentralisiert. Im September 1992 bezog das Stadtarchiv Büroräume in dem dem Rathaus gegenüber gelegenen ehemaligen Schulgebäude. Zusätzliche Magazinfläche wurde im Keller des Schulzentrums in der Glemsaue zur Verfügung gestellt. Die dort eingelagerten Akten der Altregistratur wurden 2010 durch ein Starkregenereignis und das damit verbundene Glemshochwasser zum Teil stark geschädigt und nach ihrer Bergung mit Unterstützung der Koordinierungsstelle für die Erhaltung des schriftlichen Kulturguts (KEK) im Rahmen einer Modellprojektförderung gesichert.
2015 wurden die bisher gemeinsam verwalteten Aufgabenbereiche Stadtarchiv und Stadtmuseum organisatorisch getrennt. Der Umzug in das neue Archivgebäude im Ortsteil Hirschlanden (2017), wo ein früherer Supermarkt für das Stadtarchiv und als Museumsdepot umgebaut wurde, ermöglichte erstmals die Vereinigung von Büro, Nutzerbereich und Magazin unter einem Dach.

## Bestände

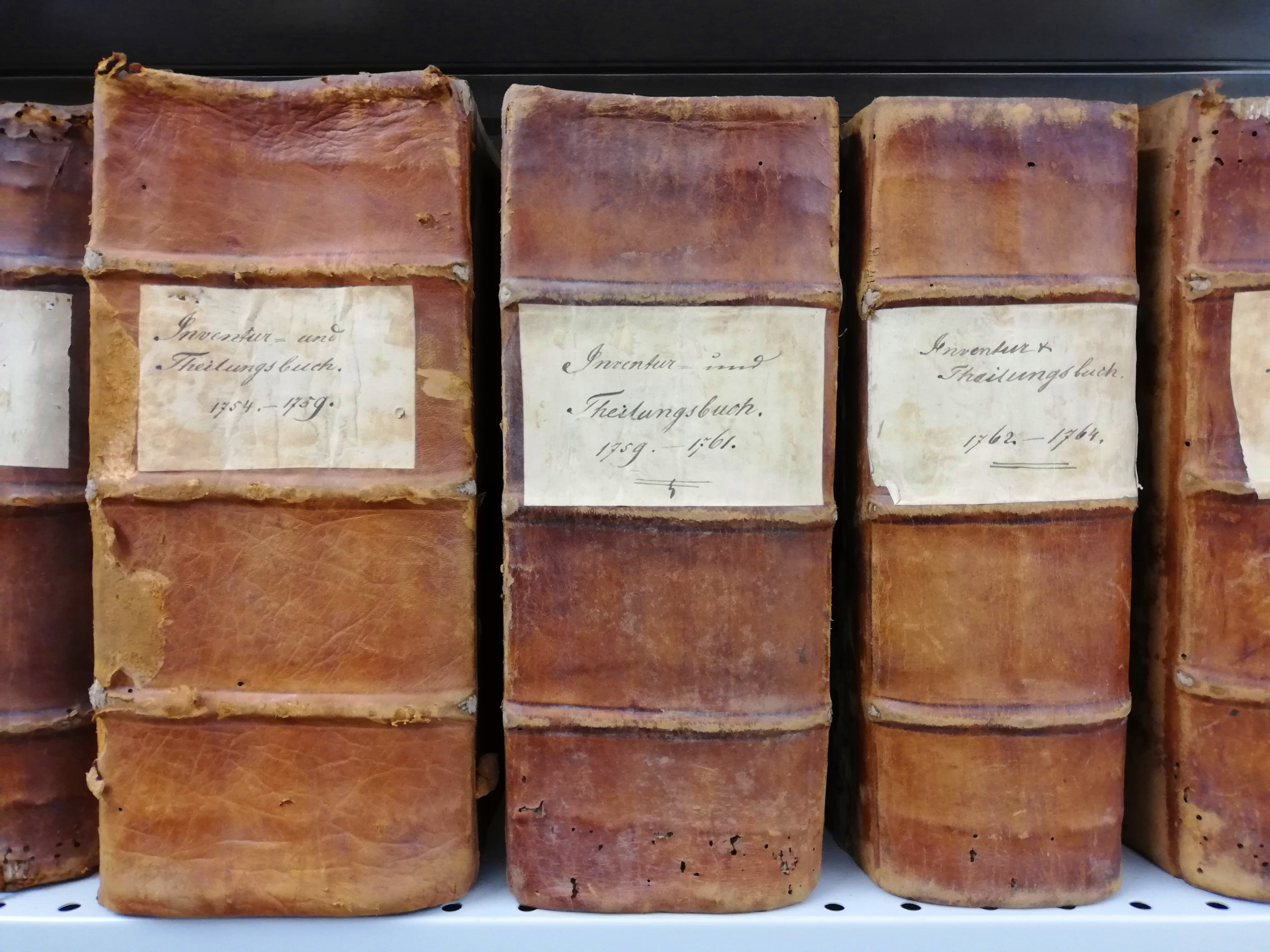
Bände der Inventuren und Teilungen der früheren Gemeinde Schöckingen

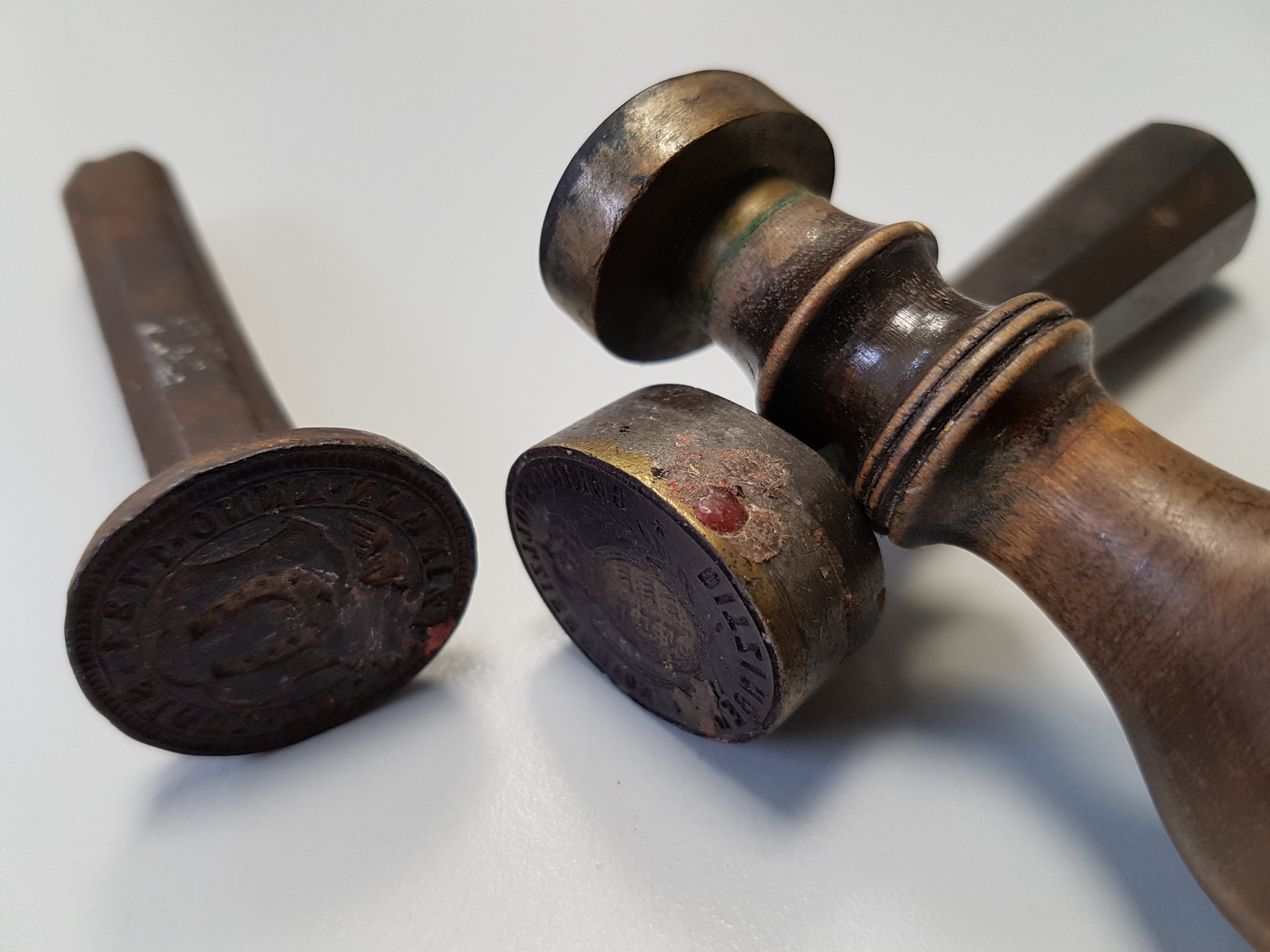
Dienstsiegel aus dem Archivbestand

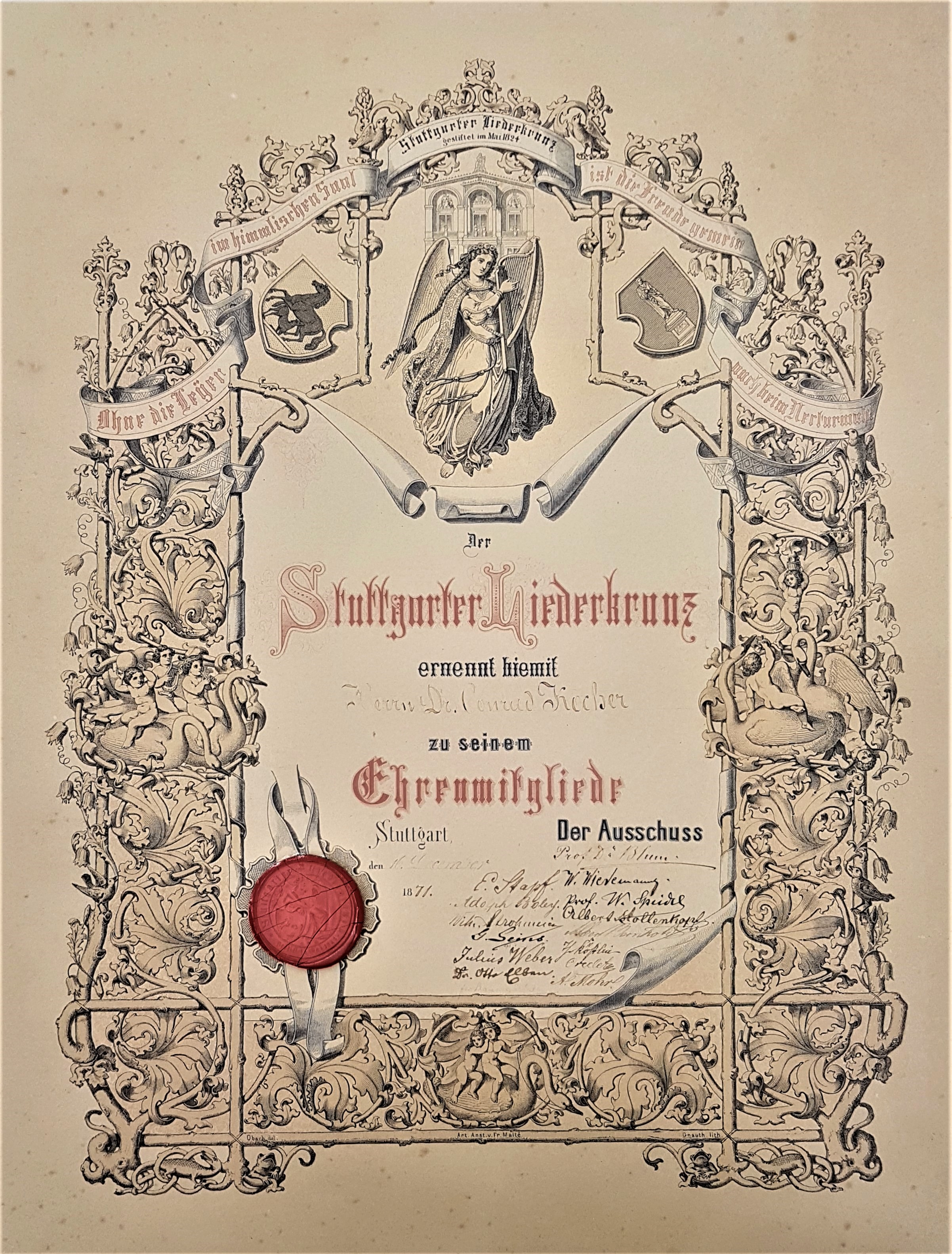
Urkunde über die Ernennung des Komponisten Konrad Kocher zum Ehrenmitglied des Stuttgarter Liederkranzes, 1871

Das Archiv gliedert sich in folgende Beständegruppen:
- A: Altes Archiv (Ditzingen und Ortsteile bis zur Gebietsreform 1971/75)
- B: Neueres Verwaltungsarchiv (Verwaltungsschriftgut seit 1975)
- D: Sonstiges amtliches Schriftgut (Abgaben aus dem Kreisarchiv usw.)
- F: Fotosammlung
- N: Nichtamtliche Überlieferung, Nachlässe und sonstige Fremdprovenienzen
- S: Stadtgeschichtliche Sammlungen

Älteste Archivalie ist das Ditzinger Fleckenbuch von 1529 (Rotes Buch). In den historischen Beständen sind ferner unter anderem erhalten: Lagerbücher von Schöckingen aus den Jahren 1625, 1673, 1701 und 1706, das Stand-, Last- und Nachtquartierbuch der Gemeinde Ditzingen von 1722, die Gerichts- und Gemeinderatsprotokolle aus Ditzingen (ab 1780), Heimerdingen (ab 1761), Hirschlanden (ab 1756) und Schöckingen (ab 1701); das Gültbuch für den Spitalhof (1703), das Heiligenlagerbuch (1768) und das Schafhofeinzugsbuch (1779) aus Heimerdingen, sowie die Akten und Bände der Freiwilligen Gerichtsbarkeit (Kaufbücher, Güterbücher, Pfand- und Unterpfandbücher, Testamente, Inventuren und Teilungen) aus allen vier Ortsteilen.
Gemäß Vereinbarung mit dem Staatsarchiv Ludwigsburg übernimmt das Stadtarchiv auch die Schriftgutüberlieferung der Ditzinger Schulen. Unter dem Sammlungsgut befinden sich neben Sammlungen einzelner Archivaliengattungen (Karten und Pläne; Plakate; Zimelien; Ansichtskarten; Dienstsiegel) auch solche mit sachthematischem Bezug (Religion und Kirche; Politik und Parteien; Vereinswesen; Schulen; Industrie und Wirtschaft) sowie eine personen- und familiengeschichtliche Sammlung. Besondere Sammlungsschwerpunkte gelten Leben und Werk des in Ditzingen geborenen Komponisten und Organisten Konrad Kocher und des Forschungsreisenden Theodor von Heuglin, der im heutigen Ortsteil Hirschlanden zur Welt kam.
Gemeinsam mit dem Stadtmuseum unterhält das Archiv eine Präsenzbibliothek zur württembergischen Landesgeschichte und Volkskunde.

## Veröffentlichungen
Das Stadtarchiv gibt seit 2001 unter dem Titel Ditzinger Schriften eine eigene Publikationsreihe heraus.
- Band 1: Herbert Hoffmann: 25 Jahre Große Kreisstadt Ditzingen (Gerlingen: Bleicher, 2001)
- Band 2: Herbert Hoffmann: Zwangsarbeit in Ditzingen, 1939-1945 (Gerlingen: Bleicher, 2003)
- Band 3: Herbert Hoffmann: Ditzingen – Zeitsprünge (Erfurt: Sutton, 2012)
- Band 4: Herbert Hoffmann: Schöckingen 814-2014. Das Buch zur 1200-Jahr-Feier (Ditzingen: Fischer-Lautner Verlag, 2014)
- Band 5: Nina Hofmann, Herbert Hoffmann: Vom Dorf zur Stadt. 50 Jahre Stadt Ditzingen. 40 Jahre Große Kreisstadt (Ubstadt-Weiher: Verlag Regionalkultur, 2016)
- Band 6: Florian Hoffmann, Herbert Hoffmann: 1250 Jahre Ditzingen & Hirschlanden. Neue Beiträge zur Stadtgeschichte (Ubstadt-Weiher: Verlag Regionalkultur, 2019)

Weiterhin erschienen in der Reihe Beiträge zur Geschichte der Stadt Ditzingen:
- Band 1: Florian Hoffmann: Die Wasserversorgung der Stadt Ditzingen. Eine historische Bestandsaufnahme (Ubstadt-Weiher: Verlag Regionalkultur, 2021)
- Band 2: Nina Hofmann, Maike Sander, Harald Orlamünder: Totenhemd und Leichenschmaus. Ein Beitrag zur Bestattungs- und Trauerkultur (Ubstadt-Weiher: Verlag Regionalkultur, 2024)